# Giuseppe Minardi
Giuseppe Minardi (Solarolo, 18 marzo 1928 – Faenza, 21 gennaio 2019) è stato un ciclista su strada italiano.
Professionista dal 1949 al 1958, vinse sei tappe al Giro d'Italia, in cui vestì per due giorni la maglia rosa, un Giro di Lombardia e un Giro del Piemonte.

## Carriera
Minardi, soprannominato "Pipaza", si mise in luce già da dilettante e nel 1949 vinse la Milano-Rapallo, il Trofeo Matteotti (quell'anno aperto ai dilettanti) e il Giro di Romagna della categoria. Fece quindi il grande salto tra i professionisti nell'ottobre 1949, in maglia Legnano, al Giro di Lombardia. Ottenne la prima vittoria da prof nel 1951 al Giro d'Italia 1951; sempre nel 1951 vinse il Trofeo Baracchi in coppia con Fiorenzo Magni e fu secondo al Giro di Lombardia.
Nel 1952 si aggiudicò il Giro di Lombardia, la Tre Valli Varesine e il Giro di Campania, e si piazzò secondo alla Milano-Sanremo, battuto da Loretto Petrucci; perse per solo mezzo punto il Campionato italiano, giungendo secondo dietro a Gino Bartali. Fu secondo alla Milano-Sanremo anche nell'edizione 1953, ancora alle spalle di Petrucci.
Nel 1954 vinse il Giro di Romagna, mentre nel 1955 conquistò il Giro del Piemonte e il Trofeo Matteotti. Si aggiudicò una tappa in ogni edizione del Giro d'Italia dal 1951 al 1956. Concluse la carriera nel 1958.

## Palmarès
- 1949 (dilettanti)

Trofeo Matteotti
Giro di Romagna dilettanti
Milano-Rapallo
- 1951 (Legnano, tre vittorie)

10ª tappa Giro d'Italia (Foggia > Pescara)
Trofeo Baracchi (con Fiorenzo Magni)
Gran Premio di Ponte Valleceppi
- 1952 (Legnano, quattro vittorie)

Giro di Lombardia
Tre Valli Varesine
Giro di Campania
15ª tappa Giro d'Italia (Como > Genova)
- 1953 (Legnano, due vittorie)

6ª tappa Giro d'Italia (Napoli > Roma)
2ª tappa, 1ª semitappa Roma-Napoli-Roma
- 1954 (Legnano, tre vittorie)

Giro di Romagna
Giro della Provincia di Reggio Calabria
2ª tappa Giro d'Italia (Palermo > Taormina)
- 1955 (Legnano, tre vittorie)

14ª tappa Giro d'Italia (Ancona > Cervia)
Giro del Piemonte
Trofeo Matteotti
- 1956 (Leo-Chlorodont, due vittorie)

Giro della Provincia di Reggio Calabria
6ª tappa Giro d'Italia (Mantova > Rimini)

## Piazzamenti

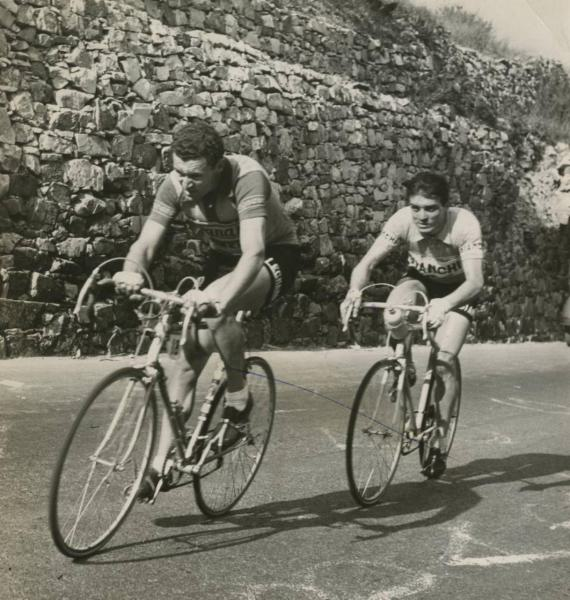
Milano-Sanremo 1953: Giuseppe Minardi e Loretto Petrucci in azione.

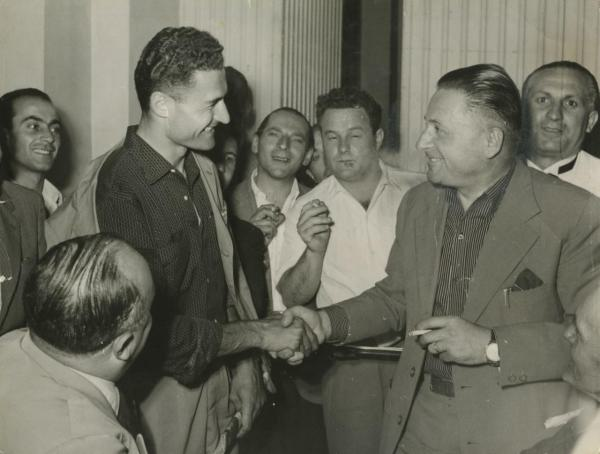
Milano, Stazione Centrale: Giuseppe Minardi stringe la mano ad Alfredo Binda alla partenza per il 40º Tour de France.

### Grandi Giri
- Giro d'Italia

1950: 55º
1951: 46º
1952: 18º
1953: ritirato
1954: ritirato
1955: 24º
1956: ritirato
- Tour de France

1953: ritirato (5ª tappa)

### Classiche monumento
- Milano-Sanremo

1950: 13º
1951: 27º
1952: 2º
1953: 2º
1954: 13º
1955: 17º
1956: 89º
1957: 17º
- Giro delle Fiandre

1957: 15º
- Parigi-Roubaix

1952: 47º
1953: 28º
1955: 20º
- Giro di Lombardia

1949: 42º
1950: 8º
1951: 2º
1952: vincitore
1953: 22º
1954: 31º
1955: 11º

### Competizioni mondiali
- Campionati del mondo

Varese 1951 - In linea: 8º
Lussemburgo 1952 - In linea: 10º
Solingen 1954 - In linea: ritirato